# Hylaeus subreditus
Hylaeus subreditus là một loài Hymenoptera trong họ Colletidae. Loài này được Cockerell mô tả khoa học năm 1942.